# Näsan (opera)

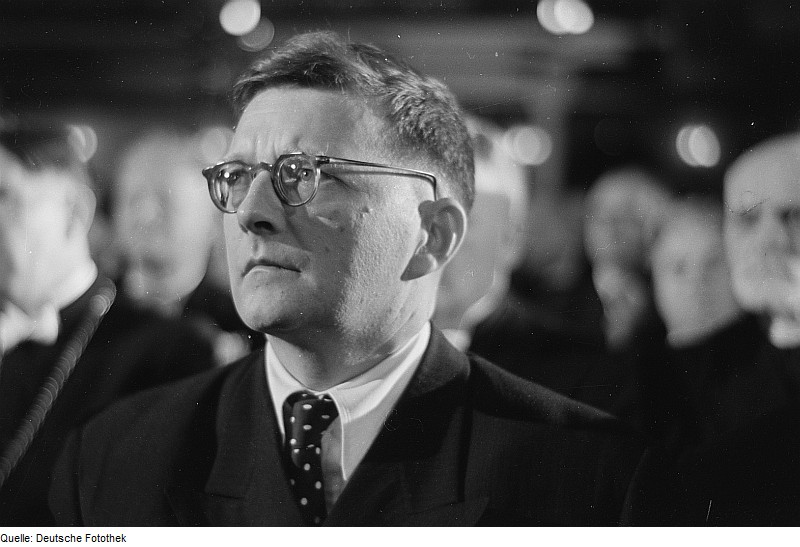
Dmitrij Sjostakovitj

Näsan (ryska: Нoс) är en opera i tre akter med musik av Dmitrij Sjostakovitj. Libretto skrevs av tonsättaren tillsammans med Jevgenij Samjatin, Georgi Jonin och Alexander Preys efter Nikolaj Gogols novell med samma namn (1835).

## Historia
Näsan härstammar från 1920-talets sovjetiska avantgarde. Sjostakovitj var livligt intresserad av Vsevolod Meyerholds teaterarbete och tog sig därför an ett ämne som motsvarade dennes teorier när han mellan hösten 1927 och sommaren 1928 komponerade sin opera. Det mycket uppmärksammade och framgångsrika uruppförandet 18 januari 1930 på Malyjteatern i Sankt Petersburg följdes av 16 uppsättningar. Svensk premiär 15 oktober 1977 (gästspel) på Kungliga Operan i Stockholm.

## Personer
- Platon Kusmitj Kovaljov, ämbetsman (baryton)
- Ivan Jakovlevitj, barberare (bas)
- Praskovja Osipovna, barberarens hustru (sopran)
- En vaktmästare (mycket hög tenor)
- Ivan, Kovaljovs lakej (tenor)
- Näsan (tenor)
- Pelageja Grigorjevna Podtotjina, stabsofficersänka (mezzosopran)
- Hennes dotter (sopran)
- En tjänsteman på annonsredaktionen (bas)
- Läkaren (bas)
- Jarisjkin (tenor)
- Ytterligare 66 biroller (med flera möjliga dubbleringar) samt kör

## Handling
Akt I

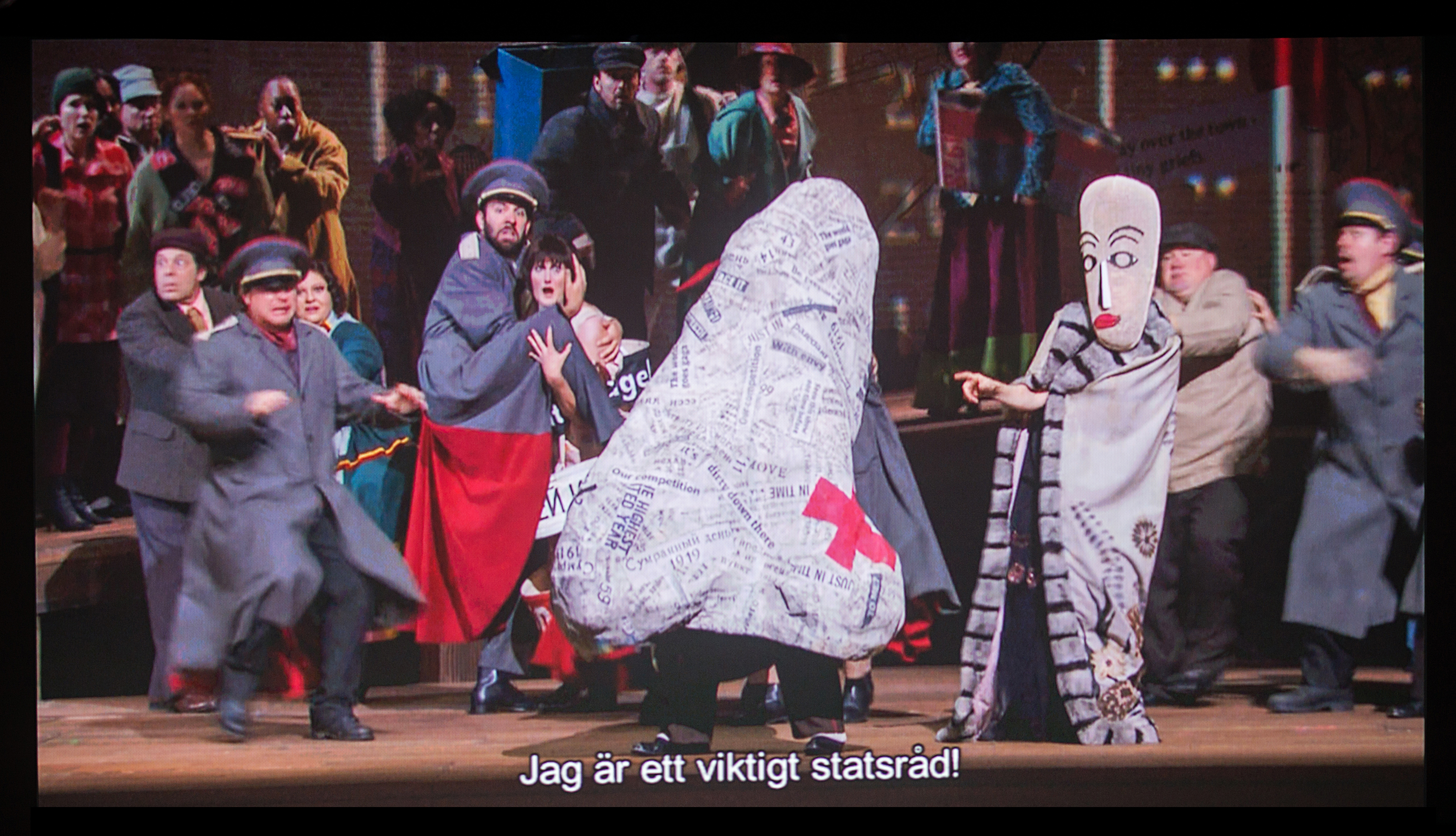
Näsan från en föreställning på Metropolitan Opera 2013.

Ämbetsmannen Kovaljov håller på att rakas. Han ser glatt fram emot ett erotiskt äventyr och anmärker på barberarens stinkande händer. När barberaren senare återvänder hem hittar han en näsa i det nybakta brödet. Hans fru jagar ut honom ur huset. Han försöker bli av med näsan och kastar den i Neva. Kovaljov vaknar upp ur en angenäm dröm och upptäcker att han inte längre har någon näsa. Han ger sig ut på jakt efter sin näsa och träffar på den i Kazankatedralen i gestalt av ett statsråd. Han ber den underdånigt att återvända till honom, men blir avsnoppad av näsan, som sedan försvinner.
Akt II
Kovaljov försöker anmäla näsan som försvunnen hos polisen och annonserar efter den i en tidning. Kovaljovs tjänare Ivan är helt oberörd av sin herres lidanden.
Akt III
En polistrupp är utkommenderad för att förhindra att näsan lämnar staden, och har fattat posto vid diligensstationen. Alla resenärerna infinner sig och diligensen ger sig av. I sista minuten dyker näsan upp och försöker stoppa diligensen. Hästen blir skrämd och panik utbryter. Man tror att näsan är en landsvägsrövare och slår ned den. Den krymper då samman till naturlig storlek och blir fasttagen av en poliskonstapel, som lägger den i en näsduk. Polisen återlämnar näsan till Kovaljov och förväntar sig en hittelön. Men näsan vägrar stanna kvar hos Kovaljov. Inte heller en läkare är till någon hjälp. Kovaljov misstänker en stabsofficersänka för att genom nässtölden vilja tvinga honom att gifta sig med hennes dotter och skriver till henne med anledning av detta. Hon avvisar dock beskyllningarna. Under tiden sprids ett rykte om att man har sett Kovaljovs näsa promenera omkring på stadens gator. I Sommarträdgården (Létnij sad) råder en så fruktansvärd trängsel att polis och brandkår måste ingripa. Men det finns inget att se. 
Epilog
En morgon när Kovaljov vaknar befinner sig näsan på sin vanliga plats i hans ansikte. Barberaren dyker upp för att raka honom, och Kovaljov anmärker åter på dennes stinkande händer och gläds åt tanken på något amoröst äventyr. Han flanerar längs Nevskij prospekt och är sitt gamla jag, träffar bekanta, flirtar och njuter av livet.